# Thanh Thủy Hà
Thanh Thủy Hà (giản thể: 清水河县; phồn thể: 清水河縣; bính âm: Qīngshuǐhé Xiàn) là một huyện của địa cấp thị Hohhot, khu tự trị Nội Mông Cổ, Trung Quốc. Huyện có ranh giới với tỉnh Sơn Tây ở phía đông và nam và cách nội thành Hohhot hơn 100 kilômét (62 mi) về phía bắc.
Năm 2005, chính quyền huyện bắt đầu phát triển một thành phố mới, 20 kilômét (12 mi) về phía bắc huyện lị hiện nay, tiến gần hơn tới Hohhot. Các phương tiện truyền thông Trung Quốc nói rằng tổng chi phí cho việc này là 6 tỉ NDT (880 triệu Đô la Mỹ), và vượt quá dự kiến. Chính quyền huyện đã phải trông chờ vào sự hỗ trợ của thành phố, khu tự trị và trung ương để hoàn thành dự án nhưng không đ]ợc tnas thành. Năm 2007, tiền cho dự án bị cắt, và việc phát triển phải dừng lại, biến khu vực thành,một thành phố phát triển dang dở và không có người sinh sống.

### Trấn
- Thành Quan (城关镇)
- Hoành Hà (宏河镇)
- Lạt Ma Loan (喇嘛湾镇)

### Hương
- Diêu Câu (窑沟乡)
- Bắc Bảo (北堡乡)
- Cửu Thái Trang (韭菜庄乡)